# Bulbine inamarxiae
Bulbine inamarxiae är en grästrädsväxtart som beskrevs av Graham Williamson och A.P.Dold. Bulbine inamarxiae ingår i släktet bulbiner, och familjen grästrädsväxter. Inga underarter finns listade i Catalogue of Life.